# Gimme! Gimme! Gimme! (A Man After Midnight)
Gimme! Gimme! Gimme! (A Man After Midnight) is een van ABBA's grootste hits. Het nummer is afkomstig van het album Greatest Hits Vol. 2 uit 1979. Later verscheen het ook op het album ABBA: Gold en was een bonustrack op het opnieuw uitgegeven album Voulez-Vous. In oktober 1979 werd het nummer op single uitgebracht.

## Geschiedenis
Gimme! Gimme! Gimme! (A Man after Midnight) werd geschreven door Benny Andersson en Björn Ulvaeus. De zang kwam voor rekening van Agnetha Fältskog. Fältskog is de verteller van het verhaal over een jonge vrouw die verlangt naar een romantische relatie terwijl ze eenzaam en alleen in haar donkere, lege huis zit. Ze zingt over het verschil tussen haar situatie en de "happy endings" van films. Sommige mensen denken dat ze gek wordt en alles zou willen doen voor een relatie, zelfs als het een onenightstand betreft. In eerste instantie heette het nummer Been and Gone and Done It.
Oorspronkelijk had ABBA een ander nummer opgenomen om uit te geven als single: Rubber Ball Man waarbij zowel Fältskog als Anni-Frid Lyngstad zongen. Het nummer moest het afleggen tegen Gimme! Gimme! Gimme! omdat deze laatste beter voelde vanwege de discosound.
De single van het nummer duurde 04:46 minuten. In de Verenigde Staten en Canada werd dit ingekort tot 03:36, door een halve minuut van de instrumentale intro te halen en een fade out aan het einde. Deze versie is nergens terug te vinden op CD.
¡Dame! ¡Dame! ¡Dame! is de Spaanse versie van dit nummer. Het werd uitgebracht in Latijns-Amerika en andere Spaanssprekende landen.

## Hitnoteringen

### Nederlandse Top 40
| Gimme! Gimme! Gimme! in de Nederlandse Top 40 binnen: 27 oktober 1979 | Gimme! Gimme! Gimme! in de Nederlandse Top 40 binnen: 27 oktober 1979 | Gimme! Gimme! Gimme! in de Nederlandse Top 40 binnen: 27 oktober 1979 | Gimme! Gimme! Gimme! in de Nederlandse Top 40 binnen: 27 oktober 1979 | Gimme! Gimme! Gimme! in de Nederlandse Top 40 binnen: 27 oktober 1979 | Gimme! Gimme! Gimme! in de Nederlandse Top 40 binnen: 27 oktober 1979 | Gimme! Gimme! Gimme! in de Nederlandse Top 40 binnen: 27 oktober 1979 | Gimme! Gimme! Gimme! in de Nederlandse Top 40 binnen: 27 oktober 1979 | Gimme! Gimme! Gimme! in de Nederlandse Top 40 binnen: 27 oktober 1979 | Gimme! Gimme! Gimme! in de Nederlandse Top 40 binnen: 27 oktober 1979 | Gimme! Gimme! Gimme! in de Nederlandse Top 40 binnen: 27 oktober 1979 |
| Week:                                                                 | 1                                                                     | 2                                                                     | 3                                                                     | 4                                                                     | 5                                                                     | 6                                                                     | 7                                                                     | 8                                                                     | 9                                                                     |                                                                       |
| --------------------------------------------------------------------- | --------------------------------------------------------------------- | --------------------------------------------------------------------- | --------------------------------------------------------------------- | --------------------------------------------------------------------- | --------------------------------------------------------------------- | --------------------------------------------------------------------- | --------------------------------------------------------------------- | --------------------------------------------------------------------- | --------------------------------------------------------------------- | --------------------------------------------------------------------- |
| Positie:                                                              | 19                                                                    | 10                                                                    | 4                                                                     | 2                                                                     | 2                                                                     | 4                                                                     | 7                                                                     | 16                                                                    | 30                                                                    | uit                                                                   |

### Nationale Hitparade
| Gimme! Gimme! Gimme! in de Nationale Hitparade binnen: 27 oktober 1979 | Gimme! Gimme! Gimme! in de Nationale Hitparade binnen: 27 oktober 1979 | Gimme! Gimme! Gimme! in de Nationale Hitparade binnen: 27 oktober 1979 | Gimme! Gimme! Gimme! in de Nationale Hitparade binnen: 27 oktober 1979 | Gimme! Gimme! Gimme! in de Nationale Hitparade binnen: 27 oktober 1979 | Gimme! Gimme! Gimme! in de Nationale Hitparade binnen: 27 oktober 1979 | Gimme! Gimme! Gimme! in de Nationale Hitparade binnen: 27 oktober 1979 | Gimme! Gimme! Gimme! in de Nationale Hitparade binnen: 27 oktober 1979 | Gimme! Gimme! Gimme! in de Nationale Hitparade binnen: 27 oktober 1979 | Gimme! Gimme! Gimme! in de Nationale Hitparade binnen: 27 oktober 1979 | Gimme! Gimme! Gimme! in de Nationale Hitparade binnen: 27 oktober 1979 | Gimme! Gimme! Gimme! in de Nationale Hitparade binnen: 27 oktober 1979 | Gimme! Gimme! Gimme! in de Nationale Hitparade binnen: 27 oktober 1979 |
| Week:                                                                  | 1                                                                      | 2                                                                      | 3                                                                      | 4                                                                      | 5                                                                      | 6                                                                      | 7                                                                      | 8                                                                      | 9                                                                      | 10                                                                     | 11                                                                     |                                                                        |
| ---------------------------------------------------------------------- | ---------------------------------------------------------------------- | ---------------------------------------------------------------------- | ---------------------------------------------------------------------- | ---------------------------------------------------------------------- | ---------------------------------------------------------------------- | ---------------------------------------------------------------------- | ---------------------------------------------------------------------- | ---------------------------------------------------------------------- | ---------------------------------------------------------------------- | ---------------------------------------------------------------------- | ---------------------------------------------------------------------- | ---------------------------------------------------------------------- |
| Positie:                                                               | 48                                                                     | 3                                                                      | 2                                                                      | 3                                                                      | 4                                                                      | 5                                                                      | 8                                                                      | 10                                                                     | 19                                                                     | 41                                                                     | 47                                                                     | uit                                                                    |

### TROS Top 50
Hitnotering: 18-10-1979 t/m 27-12-1979. Hoogste notering: #1 (2 weken).

### TROS Europarade
Hitnotering: 04-11-1979 t/m 16-02-1980. Hoogste notering: #1 (5 weken).

### NPO Radio 2 Top 2000
| Nummer met noteringen in de NPO Radio 2 Top 2000 | '01 | '02 | '03  | '04 | '05 | '06  | '07 | '08 | '09  | '10  | '11  | '12  | '13  | '14  | '15  | '16  | '17 | '18 | '19 | '20 | '21 | '22 | '23 | '24 |
| ------------------------------------------------ | --- | --- | ---- | --- | --- | ---- | --- | --- | ---- | ---- | ---- | ---- | ---- | ---- | ---- | ---- | --- | --- | --- | --- | --- | --- | --- | --- |
| Gimme! Gimme! Gimme! (A Man After Midnight)      | 851 | 865 | 1085 | 987 | 568 | 1019 | 768 | 839 | 1135 | 1210 | 1056 | 1022 | 1308 | 1305 | 1341 | 1049 | 982 | 560 | 427 | 329 | 194 | 150 | 173 | 154 |

1. ↑  Een vetgedrukt getal geeft de hoogste notering aan.
2. ↑  2001 was het eerste jaar met een notering voor dit nummer.

## A*Teens versie
Gimme! Gimme! Gimme! was de derde single van de ABBA-covergroep A*Teens, afkomstig van hun eerste album The ABBA Generation.
De single kwam uit in de winter van 1999 en behaalde de gouden status in thuisland Zweden. Het werd daar hun derde top 10-hit.
In Nederland kwam de single tot de 27e positie in de Nederlandse Top 40 op Radio 538 en de 24e positie in de publieke hitlijst Mega Top 100 op Radio 3FM. De single was tevens het laatste succes van de groep in Nederland.
Ook A*Teens nam het nummer in het Spaans op voor promotie in Latijns-Amerika.

### Videoclip
De videoclip voor de versie van A*Teens werd geregisseerd door Sebastian Reed en werd gefilmd in Zweden. De clip begint met de mannen die een fabriek binnenlopen. Binnen vinden ze een kristallen bal. In de bal bevindt zich een andere wereld, waar ze het nummer zingen.

### Tracklist
Europese 2-track cd-single
1. Gimme! Gimme! Gimme! Radioversie - 3:45
2. A*Teens Medley Pierre J's Radio Mix - 3:54

Europese maxi-cd
1. Gimme! Gimme! Gimme! Radioversie - 3:45
2. Gimme! Gimme! Gimme! Extended versie - 6:02
3. Gimme! Gimme! Gimme! Earthbound Late Show Remix - 5:04
4. A*Teens Medley Pierre J's Full Length Mix - 8:19

## Hitnotering A*Teens versie

### Nederlandse Top 40
| Gimme! Gimme! Gimme! in de Nederlandse Top 40 binnen: 4 december 1999 | Gimme! Gimme! Gimme! in de Nederlandse Top 40 binnen: 4 december 1999 | Gimme! Gimme! Gimme! in de Nederlandse Top 40 binnen: 4 december 1999 | Gimme! Gimme! Gimme! in de Nederlandse Top 40 binnen: 4 december 1999 | Gimme! Gimme! Gimme! in de Nederlandse Top 40 binnen: 4 december 1999 | Gimme! Gimme! Gimme! in de Nederlandse Top 40 binnen: 4 december 1999 |
| Week:                                                                 | 1                                                                     | 2                                                                     | 3                                                                     | 4                                                                     |                                                                       |
| --------------------------------------------------------------------- | --------------------------------------------------------------------- | --------------------------------------------------------------------- | --------------------------------------------------------------------- | --------------------------------------------------------------------- | --------------------------------------------------------------------- |
| Positie:                                                              | 37                                                                    | 27                                                                    | 31                                                                    | 36                                                                    | uit                                                                   |

### Mega Top 100
| Gimme! Gimme! Gimme! in de Mega Top 100 binnen: 20 november 1999 | Gimme! Gimme! Gimme! in de Mega Top 100 binnen: 20 november 1999 | Gimme! Gimme! Gimme! in de Mega Top 100 binnen: 20 november 1999 | Gimme! Gimme! Gimme! in de Mega Top 100 binnen: 20 november 1999 | Gimme! Gimme! Gimme! in de Mega Top 100 binnen: 20 november 1999 | Gimme! Gimme! Gimme! in de Mega Top 100 binnen: 20 november 1999 | Gimme! Gimme! Gimme! in de Mega Top 100 binnen: 20 november 1999 | Gimme! Gimme! Gimme! in de Mega Top 100 binnen: 20 november 1999 | Gimme! Gimme! Gimme! in de Mega Top 100 binnen: 20 november 1999 | Gimme! Gimme! Gimme! in de Mega Top 100 binnen: 20 november 1999 | Gimme! Gimme! Gimme! in de Mega Top 100 binnen: 20 november 1999 | Gimme! Gimme! Gimme! in de Mega Top 100 binnen: 20 november 1999 | Gimme! Gimme! Gimme! in de Mega Top 100 binnen: 20 november 1999 |
| Week:                                                            | 1                                                                | 2                                                                | 3                                                                | 4                                                                | 5                                                                | 6                                                                | 7                                                                | 8                                                                | 9                                                                | 10                                                               | 11                                                               |                                                                  |
| ---------------------------------------------------------------- | ---------------------------------------------------------------- | ---------------------------------------------------------------- | ---------------------------------------------------------------- | ---------------------------------------------------------------- | ---------------------------------------------------------------- | ---------------------------------------------------------------- | ---------------------------------------------------------------- | ---------------------------------------------------------------- | ---------------------------------------------------------------- | ---------------------------------------------------------------- | ---------------------------------------------------------------- | ---------------------------------------------------------------- |
| Positie:                                                         | 91                                                               | 35                                                               | 25                                                               | 24                                                               | 27                                                               | 31                                                               | 39                                                               | 39                                                               | 48                                                               | 56                                                               | 84                                                               | uit                                                              |

## Trivia
- Het nummer is een van de belangrijkste nummers in de musical Mamma Mia! en de verfilming hiervan. In de context van de musical wordt het nummer gezongen door Sophies vrienden tijdens het vrijgezellenfeest wanneer ze de vaders ontdekken en met hen dansen. Tijdens korte onderbrekingen in het nummer vragen de vaders aan Sophie waarom ze zijn uitgenodigd.
- Gimme! Gimme! Gimme! (A Man After Midnight) was de eerste single uitgegeven van de soundtrack van de film Mamma Mia!. In tegenstelling tot de film, zingt Amanda Seyfried (Sophie) het nummer op de single alleen.
- In 2005 gebruikte Madonna een sample van het nummer in haar nummer 1-hit Hung Up. Madonna vertelde Benny Andersson en Björn Ulvaeus te hebben moeten smeken om de sample te mogen gebruiken, aangezien het Zweedse duo meestal geen toestemming geeft. De enige andere keer dat een sample van ABBA werd gebruikt was in 1997 toen de Fugees The Name of the Game gebruikten voor hun nummer Rumble in the Jungle.
- In het nummer Ooh Yes I Do van Luv' wordt een fluittoon gebruikt, gebaseerd op Gimme! Gimme! Gimme!.

- MusicBrainz work: 290a2345-591a-348b-b73c-0452849f1e25